# Autofab
Autofab (titre original : Autofac) est une nouvelle de science-fiction publiée en 1955 de l'écrivain américain Philip K. Dick. C’est, après Nouveau Modèle, la seconde nouvelle de l'auteur qui présente des machines autoréplicatives.
Travis Beachman a adapté la nouvelle en 2017 dans un épisode de la série Philip K. Dick's Electric Dreams.
La nouvelle met en scène, dans une période post-apocalyptique, la puissance d'un réseau d'usines automatiques (« autofacs ») est contrecarrée par des humains qui résistent. En effet, ces usines automatiques ont cessé de prendre en compte les désirs des humains.

## Publications

### Publications aux États-Unis
La nouvelle est parue initialement dans le magazine Galaxy Science Fiction en 1955 avant d’être republiée dans différents recueils de nouvelles. 

### Publications en France
La nouvelle a connu plusieurs titres lors de ses différentes parutions en français : 
- traduite pour la première fois en 1956 dans le magazine Galaxie sous le titre Le Règne des robots,
- puis en 1974 dans l'anthologie Androïdes, Robots et Machines folles sous le titre Autofac,
- puis dans l'anthologie Histoires mécaniques,
- enfin en 1997 dans le recueil Nouvelles 1953-1963 sous le titre Autofab.

## Résumé
Trois hommes attendent un camion de livraison automatique. 
Cinq ans plus tôt, pendant le conflit global total, un réseau d'usines automatiques (« autofacs ») avait été mis en place avec des contrôles cybernétiques qui déterminent quels aliments et biens de consommation fabriquer et livrer aux hommes. Cependant, les usines automatiques ont cessé de prendre en compte les désirs humains ; d’où la volonté de générer une perturbation pour tenter d'établir la communication et de prendre le contrôle de ces usines. 
Les cinq hommes parviennent à détruire la livraison ; le camion communique par radio avec l'autofac et livre un remplacement identique des produits détruits. Ils font semblant d'être dégoûtés par la livraison du lait livré et reçoivent un formulaire pour spécifier la cause de leur insatisfaction. Ils écrivent un charabia sémantique improvisé : « le produit est complètement pizzolé ». L'autofac envoie un collecteur de données humanoïde qui communique oralement mais n'est pas capable de pensée conceptuelle. Ils ne parviennent pas à persuader le réseau de s'arrêter avant qu'il ne consomme toutes les ressources. La stratégie suivante de l’équipe humaine consiste à mettre les autofacs voisins en concurrence pour les ressources rares.

## Adaptation télévisuelle
La série télévisée Philip K. Dick's Electric Dreams contient un épisode d'une heure adapté de la nouvelle Autofab, mais il y a des différences importantes entre les deux versions de l’intrigue.